# Barcodescanner

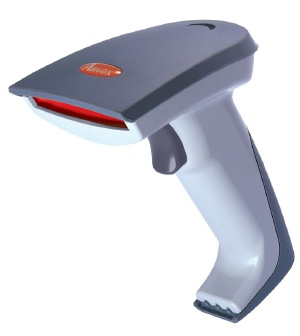
Barcodescanner

Een barcodescanner (of barcodelezer) is een apparaat om een streepjescode (barcode) mee af te lezen.
In het logistieke proces is de streepjescode onmisbaar geworden. Artikelcodes worden gerepresenteerd door streepjescodes, die sneller en accurater gescand kunnen worden dan letter- en cijfercombinaties. Bekende toepassingen van streepjescodescanners zijn kassasystemen in supermarkten en plaatscodes in magazijnen. Ook in de openbare leesbibliotheek maakt men voor de boekenuitleenregistratie van de streepjescode gebruik. Daarnaast worden barcodescanners bij toeristische attracties en evenementen gebruikt voor de toegangscontrole, bezoekers moeten bij de entree de barcode op hun toegangsbewijs laten scannen. Zo wordt voorkomen dat mensen de attractie of het evenement zonder geldig toegangsbewijs betreden.
De meeste barcodescanners maken gebruik van de lasertechniek of werken met een CCD-scanner. Barcodes zijn niet enkel eendimensionaal (klassieke streepjescodes), maar ook soms tweedimensionaal (bijvoorbeeld PDF417-codes zoals op een instapkaart op het vliegveld). QR-codes zijn ook een vorm van tweedimensionele barcodes.
Een scanner kan vast opgesteld zijn, horizontaal in een tafelblad, of verticaal, of een handscanner zijn, al of niet met een kabel vastzittend. De camera van een tablet of ander handheld device kan ook worden gebruikt.